# Ulica Franciszka Matuszczyka w Wodzisławiu Śląskim
Ulica Franciszka Matuszczyka w Wodzisławiu Śląskim – ulica dwujezdniowa o dwóch pasach ruchu po każdej stronie. Wybudowana w latach 70. XX w. Już wtedy miała być częścią obwodnicy miejskiej łączącą drogę wojewódzką nr 933 z drogą krajową nr 78, a także największymi wodzisławskimi osiedlami. Jej długość wynosi 907 m. Ulica ta zaczyna się na skrzyżowaniu z ul. Pszowską, a kończy na skrzyżowaniu o ruchu okrężnym z ul. 26 Marca i ul. Radlińską. Przy ulicy znajdują się osiedla mieszkaniowe: Dąbrówki oraz XXX-lecia, a także supermarket Carrefour i Rodzinny Park Rozrywki Trzy Wzgórza.

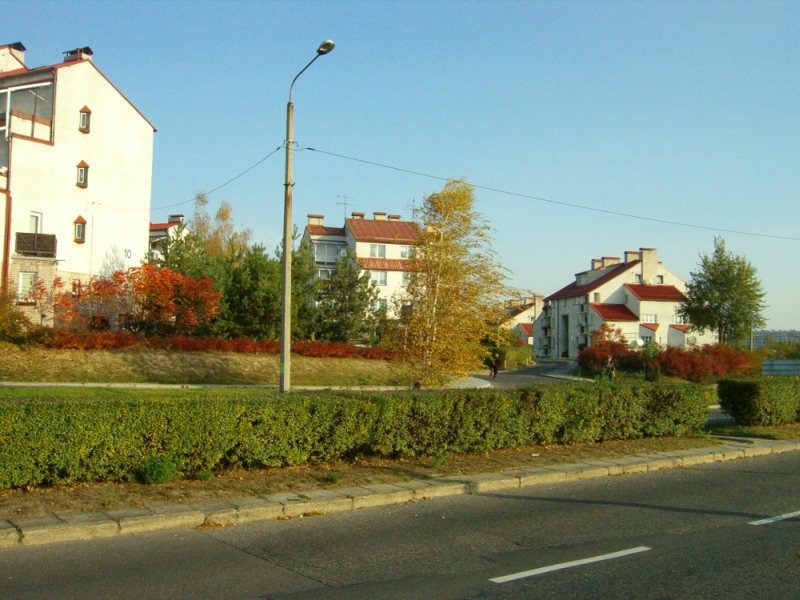
Fragment os. Dąbrówki widziany od strony ul. Matuszczyka